# Massimiliano Plinio
Massimiliano Plinio, pseudonimo di Giustino Plinio (Pisa, 19 luglio 1966), è un doppiatore italiano.

## Filmografia
- Saremo film, regia di Ludovica Marineo (2006)

## Doppiaggio

### Film
- Ryan Robbins in Sniper - Missione non autorizzata, Sniper: G.R.I.T. Squadra globale risposta e intelligence
- Brendan Fraser in La rosa velenosa
- 50 Cent in 13 - Se perdi muori
- Barry Pepper in Raccolto amaro
- Raymond Cruz in Wander - Inganno mortale
- Mykelti Williamson in Clean
- Diego Klattenhoff in Cube Zero
- Navid Negahban in Jimmy Vestvood - Benvenuti in Amerika
- Fares Fares in Carl Mørck - 87 minuti per non morire
- Anthony Wong in Matrix Revolutions
- Elyes Gabel in Boogeyman 3
- Romain Duris in Black Tide - Un caso di scomparsa
- Jemaine Clement ne Il GGG - Il grande gigante gentile
- Michael Bailey Smith in Hell - Esplode la furia
- Bradley Cooper in 10 Cloverfield Lane
- Boris Kodjoe in Addicted - Desiderio irresistibile
- Jon Cryer in Stay Cool
- Thomas M. Wright in Everest
- Vas Blackwood in L'uomo senza legge
- Ser'Darius Blain in Camp X-Ray
- Christopher Kirby in Predestination
- Jack Rubio in My Sweet Killer
- Michael Nyuis in Notte di sangue
- Ron Yuan in Baby
- Seu Jorge in Prison Escape
- Imeybore Felix in Teen Star Academy
- Charles Babalola in Maria Maddalena
- Anthony Reynolds in Trial by Fire
- Terrence Williams III in Bubble
- Aamir Khan in Dhoom 3
- Samuli Jaskio in La morte è un problema dei vivi
- Olivier de Benoist in Mio figlio
- Paul Fitzgerald in La frode
- Makarand Deshpande in Monkey Man

### Film d'animazione
- Uno dei Signori Grigi in Momo alla conquista del tempo
- Cacho in Pinguini alla riscossa
- Francis Barton/Hawkeye in Next Avengers - Gli eroi di domani
- L'arbitro in Monsters University
- Signor Ross in Regular Show - Il film
- Monkey King in Monkey King: The Hero Is Back

### Serie televisive
- Carlo Rota in 24
- Jack Davenport in Swingtown
- Rhys Coiro in Texas Rising
- Jake Lacy in The Office
- Blake Shields in Sleeper Cell
- Keith Dallas in Blood Ties
- Simon Hubbard in L'ispettore Gently
- Kevin Michael Martin in The Last Ship (st. 1)
- Haig Sutherland in The Last of Us

### Serie animate
- Garfield in The Garfield Show
- Cletus Spuckler in I Simpson
- Java in Martin Mystère
- Taro Kitano e RD-L1 in Hot Wheels Acceleracers
- Agar in Carl²
- Byard, Ivan Dreyar, Igneel (1^voce) in Fairy Tail
- Sandborn in My Giant Friend
- Bobobo-bo Bo-bobo in Bobobo-bo Bo-bobo
- Choza Akimichi (2^voce) in Naruto: Shippuden
- Papà in Cajou
- Tasaru in Gormiti Nature Unleashed
- Emerald in Charmmy Kitty
- Crusadermon in Digimon Frontier
- Uzaina in Pretty Cure Splash Star
- Campbell in Last Exile
- Hoshiina in Yes! Pretty Cure 5 GoGo!
- Fenril in Devichil
- Kenshiro Kasumi in Ken il guerriero: Le origini del mito
- Nakewameke, Nakisakebe e Sorewatase in Fresh Pretty Cure!
- Bunker in Ricky Zoom
- Lord Comandante in Final Space
- Freddy Krueger in Winx Club
- Boe Szyslak in I Simpson (ep.4.18)
- I Kraang in Teenage Mutant Ninja Turtles - Tartarughe Ninja

### Videogiochi
- Dan Marshall in Binary Domain (2012)[1]
- Nikolai Dimitri Bulygin e Douglas Williamsburg in Anarchy Reigns (2012)[2]
- Joker e l'enigmista in LEGO DC Super-Villains (2018)[3]
- T'Challa in Marvel's Avengers (2020)[4]
- Chang Hoon-Nam e Joshua Stephenson in Cyberpunk 2077 (2020)[5]
- Lawan in Horizon Forbidden West (2022)[6]
- Imperatore Sylvestre Lesage e Corentin in Final Fantasy XVI (2023)[7]
- Slide in Cyberpunk 2077: Phantom Liberty (2023)[5]
- Genzui Kusaka in Rise of the Rōnin (2024)[8]